# Tone (Name)
Tone ist ein weiblicher und männlicher Vorname sowie selten auch ein Familienname oder Künstlername.

## Herkunft und Bedeutung des Namens
Tone ist ein norwegischer weiblicher Vorname, der als Variante von Torny vom altnordischen Namen Þórný (als Kombination aus dem nordischen Gott Þórr mit nýr = neu) abgeleitet ist.
Außerdem ist Tone als Kurzform für Anton ein slowenischer männlicher Vorname.

## Bekannte Namensträger

### Weiblicher Vorname
- Tone Damli Aaberge (* 1988), norwegische Sängerin
- Tone Åse (* 1965), norwegische Sängerin
- Tone Avenstroup (* 1963), norwegische Lyrikerin und Performancekünstlerin
- Tone Folkeson (1964–1985), norwegische Tischtennisspielerin
- Tone Wilhelmsen Trøen (* 1966), norwegische Politikerin
- Tone Wølner (* 1978), norwegische Handballspielerin

### Männlicher Vorname
- Tone Fink (* 1944), österreichischer bildender Künstler
- Tone Schmid (* 1957), deutscher Objekt- und Installationskünstler
- Tone Tomšič (1910–1942), slowenischer Kommunist und Widerstandskämpfer
- Tone Valeruz (* 1951), italienischer Extremskifahrer, siehe Toni Valeruz

### Familienname
- Franchot Tone (1905–1968), US-amerikanischer Filmschauspieler
- Issei Tone (* 1996), japanischer Fußballspieler
- Juris Tone (* 1961), Bobfahrer und Leichtathlet
- Marius Țone (* 2000), rumänischer Leichtathlet
- Matilda Tone (1769–1849),  Ehefrau von Theobald Wolfe Tone und Herausgeberin seiner Schriften
- Ryōsuke Tone (* 1991), japanischer Fußballspieler
- Theobald Wolfe Tone (1763–1798), irischer Unabhängigkeitskämpfer

### Künstlername
- Tone Lōc (* 1966), US-amerikanischer Hip-Hop-Musiker und Rapper
- Tone (Rapper) (* 1974), deutscher Rapper